# Wenigensömmern
Wenigensömmern is een plaats in de Duitse gemeente Sömmerda, deelstaat Thüringen, en telt 316 inwoners (2006).